# Vallø stift

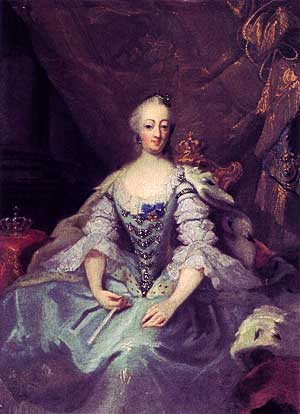
Sofia Magdalena av Brandenburg-Kulmbach, stiftets grundare.

Vallø stift var en dansk stiftelse och inrättning till försörjning och bostad för ogifta adelsfröknar, ett så kallat jungfrustift. Det utgjorde ett eget grevskap: Vallø grevskap. 
Stiftelsen grundades av Danmarks drottning Sofia Magdalena 1737 och invigdes 1738. Jungfrusstiftet, ett protestantiskt kloster för adliga och furstliga ogifta kvinnor, leddes av en dekanessa undeställd en abbedissa, som hade rätt att utse präster i de församlingar som var underställda stiftet. Abbedissan skulle enligt reglerna vara medlem i ett furstehus. Posten som abbedissa avskaffades 1810, och klostret leddes då enbart av dekanessan. Medlemmarna i stiftet bodde på Vallø slott.